# Beyçayırı, Beşiri
Beyçayırı là một xã thuộc huyện Beşiri, tỉnh Batman, Thổ Nhĩ Kỳ. Dân số thời điểm năm 2011 là 652 người.